# 포르투갈 인판타 안토니아
포르투갈 인판타 안토니아(포르투갈어: Antónia de Bragança, 독일어: Antonia Maria von Portugal, 1845년 2월 17일 ~ 1913년 12월 27일)는 독일 귀족 레오폴트의 아내이자 루마니아의 국왕 페르디난드 1세의 어머니이다.
포르투갈의 여왕 마리아 2세와 그 남편 페르난두 2세의 딸로 태어났으며, 아버지가 작센코부르크고타 공국의 공자였기 때문에 그녀 또한 작센코부르크고타 공녀 및 작센 여공의 칭호를 가지고 있었다.

## 자녀
| 사진 | 이름                         | 생일            | 사망                   | 기타                   |
| ---- | ---------------------------- | --------------- | ---------------------- | ---------------------- |
|      | 빌헬름 폰 호엔촐레른 공자    | 1864년 3월 7일  | 1927년 10월 22일(63세) | 2남 1녀                |
|      | 페르디난트                   | 1865년 8월 24일 | 1927년 7월 20일(61세)  | 루마니아 국왕, 3남 3녀 |
|      | 카를 안톤 폰 호엔촐레른 공자 | 1868년 9월 1일  | 1919년 2월 21일(50세)  | 1남 3녀                |